# Trautvetteria
Trautvetteria é um género botânico pertencente à família Ranunculaceae.

## Espécies
- Trautvetteria applanata
- Trautvetteria carolinensis
- Trautvetteria caroliniensis
- Trautvetteria fumbriata
- Trautvetteria grandis

1. ↑  «Trautvetteria — World Flora Online». www.worldfloraonline.org. Consultado em 19 de agosto de 2020